# Amjad Kalaf
Amjad Kalaf Mansour Al-Muntafiq (al-Kut, 5 ottobre 1991) è un calciatore iracheno, di ruolo ala o attaccante.

## Carriera
Ha giocato principalmente con l'Al Shorta, uno dei maggiori club iracheni, divenendovi uno dei simboli (nonché il più giovane capitano della storia del club, a soli diciannove anni); dal 2009 gioca stabilmente con la nazionale di calcio irachena.

## Palmarès

### Club
- Prima Lega

Al-Shorta: 2012–2013, 2013–2014
Al-Zawraa: 2017–2018
- Coppa d'Iraq

Al-Zawraa: 2016–2017

### Nazionale
- Coppa d'Asia AFC Under-23

2014
- Giochi asiatici: 1

2014